# صعود السحرة (مسلسل)
صعود السحرة (بالإنجليزية: Rise of the Witches)، هو مسلسل تلفزيوني سعودي، أعلنت عنه قناة MBC4، ويعتبر من أضخم المسلسلات التي تم إنتاجها في السعودية. ويأتي المسلسل بدعم من شركة نيوم، وتم تصويره عبر 3 مواقع استديوهات مصممة خصيصاً له من ضمنها أكبر موقع بني خصيصاً للتصوير في السعودية. والمسلسل مبني على الروايات الأكثر مبيعاً للروائي السعودي أسامة المسلم والذي تقع أحداثه في الجزيرة العربية قديماً ويروي قصة حرب ملحمية بين مجموعتي سحرة متنافسين. وعالم يسيطر عليه السحرة الذكور الذين يريدون منع النساء من الوصول إلى القوى السحرية، وفيه تتعلم الساحرتين "إفسار" و"دعجاء" الفنون سراً وتستمران في تشكيل مجموعات خاصة بهما من أجل حماية أنفسهن واكتساب القوة.

## بطولة
- سمية رضا.
- أيدا القصي.
- عزيز غرباوي.
- محمد القس.
- فايز بن جريس.
- رياض الصالحاني.
- عبد الله الجريان.
- فيصل العمري.
- عبد المحسن النمر.
- قصي خضر.
- حكيم جمعة.[3]